# Sideropogon
Sideropogon é um género botânico pertencente à família Bignoniaceae.

## Espécie
Sideropogon lasianthum